# Janoušov

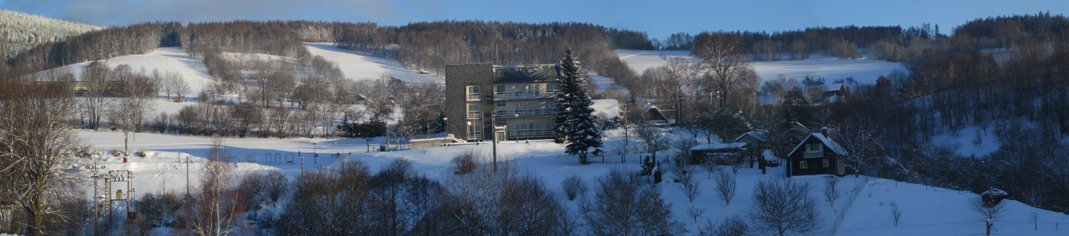
Ortsansicht

Janoušov (deutsch Janauschendorf) ist eine Gemeinde in Tschechien. Sie liegt acht Kilometer nordöstlich von Štíty und gehört zum Okres Šumperk.

## Geographie
Janoušov befindet sich im Hannsdorfer Bergland am Westhang des Berges Zlá hora (674 m) über dem Tal eines kleinen Zuflusses zum Bušínský potok. Nördlich erheben sich der Kamenec (913 m) und die Bouda (955 m), im Südwesten die Skalka (713 m), westlich die Čečola (Lniskaberg, 838 m) und im Nordwesten der Bukovec (701 m) und der Jeřáb (1002 m).
Nachbarorte sind Štědrákova Lhota im Nordosten, Komňátka und Bohdíkov im Osten, Na Žampachu, Pustá, Hostice und Ruda nad Moravou im Südosten, Mezník, Amerika und Hartíkov im Süden, Jakubovice im Südwesten, Písařov im Westen sowie Lhotka, Moravský Karlov und Tři Dvory im Nordwesten.

## Geschichte
Die erste schriftliche Erwähnung des zur Herrschaft Eisenberg gehörigen und wahrscheinlich nach seinem Lokator benannten Ortes Janušov erfolgte im Jahre 1397. Das Bergdorf war immer nach Eisenberg untertänig. Seine Bewohner mussten zunächst Frondienste in den herrschaftlichen Hammerwerken leisten, seit dem 16. Jahrhundert wurde dies durch Abgaben als Geldleistungen ersetzt. Im Hufenregister von 1677 sind für Janoušov sechs Bauern, drei Gärtner und fünf Beisassen ausgewiesen. Im 18. Jahrhundert entstand in dem Dorf eine Ölmühle. Das älteste Ortssiegel stammt aus dem Jahre 1736. Janoušov gehörte seit 1785 zur Pfarre Jakubovice. 1834 hatte Janoušov 355 Einwohner und bestand aus 55 Häusern und einer herrschaftlichen Försterei. Wegen der Gebirgslage konnten die Bewohner des Dorfes nicht von den nur geringen landwirtschaftlichen Erträgen leben und mussten sich als Saisonarbeiter in den herrschaftlichen Wäldern ein Zubrot verdienen. Daneben wurde im ganzen Dorf in Heimarbeit Korbflechterei und Besenbinderei betrieben sowie Bürsten, Rechen und Zwirnknöpfe gefertigt.
Nach der Aufhebung der Patrimonialherrschaften bildete Janoušov / Janauschendorf ab 1850 einen Ortsteil der Gemeinde Eisenberg im Bezirk Mährisch Schönberg. 1867 entstand die Gemeinde Janoušov. Im Jahre 1900 lebten in den 65 Häusern des Dorfes 372 Tschechen. 1930 hatte die Gemeinde 325 Einwohner.
Infolge des Münchner Abkommens wurde das Dorf 1938 dem Deutschen Reich angeschlossen und gehörte bis 1945 zum Landkreis Mährisch Schönberg. 1939 hatte Janauschendorf 320 Einwohner.
Nach dem Zweiten Weltkrieg kam die Gemeinde zur Tschechoslowakei zurück. 1976 wurde Janoušov nach Bušín eingemeindet. Seit Ende 1990 besteht die Gemeinde Janoušov wieder. 1991 hatte der Ort 66 Einwohner; die meisten der Häuser sind Ferienhäuser, nur noch 25 waren dauerhaft bewohnt. Janoušov ist heute ein Erholungsort. Im Winter wird eine Skiloipe über den Jeřáb zum Hora Matky Boží (Muttergottesberg) bei Králíky gespurt.

## Gemeindegliederung
Für die Gemeinde Janoušov sind keine Ortsteile ausgewiesen. Zu Janoušov gehören die Ansiedlung Lhotka, die Ortslage Mezník sowie die Einschichten Amerika und Na Žampachu.

## Sehenswürdigkeiten
- Kapelle der hl. Anna

## Söhne und Töchter der Gemeinde
- Hynek David (1891–1944), tschechischer Politiker und Orel-Funktionär, Opfer des Nationalsozialismus